# Радоальд (герцог Фриуля)
Радоальд (Родоальд; лат. Radoald, Rodoald; вторая половина VII века) — герцог Фриуля в конце VII века.

## Биография
Основным повествующим о Радоальде нарративным источником является «История лангобардов» Павла Диакона.
Хотя сведения о происхождении Радоальда в средневековых источниках отсутствуют, не вызывает сомнения его принадлежность к лангобардской знати. По свидетельству Павла Диакона, Радоальд получил власть над Фриульским герцогством после смерти Ландари. Точная дата этого события не установлена.
О правлении Радоальда известно очень немного. В датированной 792 годом хартии короля франков Карла Великого упоминается о возведение Радоальдом часовни при приюте для паломников в Чивидале-дель-Фриули. Впоследствии эта постройка стала церковью Сан-Джованни-и-Ксенодогио.
В правление короля лангобардов Куниперта, воспользовавшись отсутствием Радоальда в Чивидале-дель-Фриули, власть во Фриульском герцогстве захватил Ансфрид. Радоальд был вынужден бежать в византийскую Истрию, а затем на арендованном корабле — в Равенну. Оттуда он отправился в столицу Лангобардского королевства, город Павию, где безуспешно пытался получить помощь от короля Куниперта. Предположительно, эти события могут датироваться 690-ми годами.
Дальнейшая судьба Радоальда неизвестна. После подавления Кунипертом мятежа Ансфрида, предъявившего свои притязания и на королевский титул, герцогом Фриуля был назначен Адо, брат Радоальда. Возможно, Радоальд всё ещё жил в Павии, когда его брат управлял Фриульским герцогством.